# Strafbataillon
Los Strafbataillon (traducible al español como Batallón de castigo) fueron unas unidades especiales creadas por el ejército alemán en mayo de 1935, cuyo objetivo era asimilar a soldados incorregibles disciplinariamente, procedentes de las tres ramas de las fuerzas armadas. Más tarde, en 1942, se autorizó el enrolamiento de personas indeseables para el régimen nazi como un medio para deshacerse de ellos. Durante la guerra, algunos de estos batallones eran enviados a realizar las misiones de combate más arriesgadas.

## Historia
El 21 de mayo de 1935 la recientemente creada Wehrmacht creó el concepto de Strafbataillon como un método para re-educar y reorientar mediante la disciplina y trabajos forzados a soldados indisciplinados o alborotadores en las filas o simplemente soldados caídos en desgracia ante sus superiores. Dichos batallones tenían un régimen disciplinario más enérgico y duro que en las filas normales castrenses y eran entrenados para realizar "servicios especiales para la patria" en el frente. 
Estas unidades (nueve en total) fueron disueltas y sus miembros reasimilados a sus unidades originales con el inicio de la Segunda Guerra Mundial. El condenado podía cualificar mediante una demostración excepcional del valor en combate o servicio, su dignidad para volver a las filas regulares; o bien ser enviados a campos de concentración, ejecutando la sentencia original.

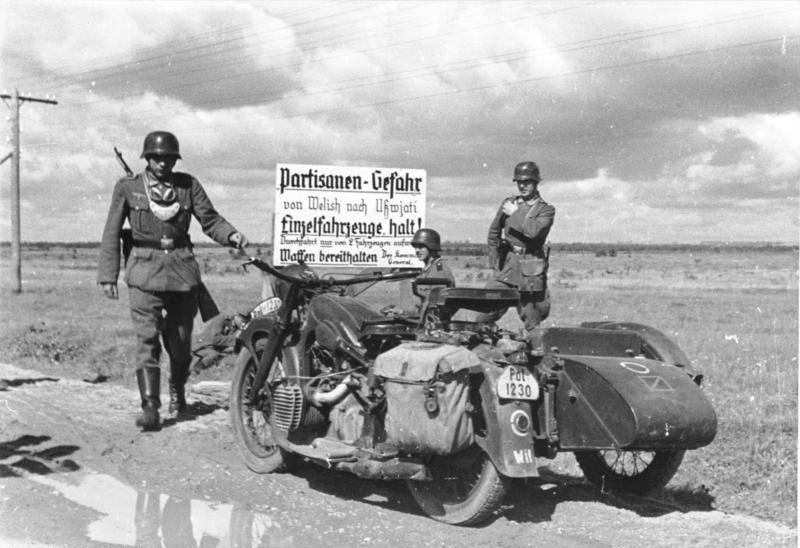
La Feldgendarmerie era la encargada de controlar a los miembros del Strafbattalion.

El 21 de diciembre de 1940, Hitler decretó la recreación de estas unidades para incorporar a los soldados insumisos, con el objetivo de que en el cumplimiento de parte de su sentencia pudieran probar su valor en combate formando parte de uno de estos batallones de castigo y se redimieran ante sus superiores y la Patria. La mayoría de estos soldados condenados provenían de las prisiones-fortaleza de Torgau (Zinna y Brückenkopf). El control de estos soldados era realizado por la policía militar o Feldgendarmerie. Aproximadamente, de unos 3.000 soldados que pasaron por los batallones de castigo en esta etapa, 320 fueron considerados casos perdidos y enviados a los campos de concentración, principalmente al campo de concentración de Sachsenhausen.
Más tarde, en 1942 el régimen nazi vio la necesidad de replantear el concepto de batallones de castigo, pero con objetivos bastante distintos.

Los oficiales y soldados de los Strafbataillon eran marcados con un triángulo rojo para señalar que pertenecían a una unidad de castigo.

En un principio en ningún caso los miembros de estos batallones podían ser de carácter criminales condenados; pero este perfil solo sería teórico, ya que pronto se incorporaron a civiles indeseables por el Estado tales como homosexuales, políticos opositores,  religiosos, delincuentes comunes con libertad condicional,  e incluso emigrantes indeseados, donde el concepto cambió desde una reeducación al de ser usados como "Carne de cañón" en el frente de batalla. Las misiones solían ser: transporte de heridos, defensa de posiciones ante fuerzas superiores, creación de cabezas de playa o tomas de nidos de ametralladoras, sabotaje, limpieza de explosivos y minas, unidades de avanzada y enlace, etc. 
A estas unidades se les uniformaba con el traje reglamentario de la Wehrmacht, pero sin insignias regulares, y solo lucían distintivos según su condición ante el régimen. El armamento entregado era el más obsoleto o, simplemente estaban desarmados, y su entrenamiento en combate era muy elemental. A estas personas, que se estima fueron unas 8.000, el régimen les prometía la extinción de sus culpas y ser reincorporados sin tacha a la sociedad alemana, o de lo contrario ser procesados ejecutando las sentencias que se habían dictado contra ellos.
La más célebre de estas unidades fue la 999.ª División Ligera Afrika, que luchó durante la Segunda Guerra Mundial en el norte de África, la Unión Soviética, Grecia y en la antigua Yugoslavia.
Al comienzo de la contienda, los miembros de estas unidades apenas si registraron casos de deserción, pero a medida que el signo de la guerra se tornaba en contra de Alemania, la cantidad de personas que caían bajo esta condición iba en aumento. En total, durante la contienda alrededor 28.000 hombres fueron asimilados en unos 500 batallones de castigo.
Las Waffen-SS también crearon sus propias unidades penales, una de estas unidades que se destacaron por su crueldad  fue el SS-Fallschirmjäger-Bataillon 500, y en especial la infamada Unidad especial SS "Dirlewanger" que operó cometiendo mayúsculos crímenes de Lesa humanidad en Bielorrusia y Polonia. Himmler también permitió formar brigadas de castigo con soviéticos anticomunistas capturados y miembros cosacos del Frente oriental agrupados en el autoproclamado Ejército de Liberación Nacional Ruso (RONA), unidad en la que se destacó nefastamente la Brigada Kaminski durante sus operaciones en Polonia.